# Los ángeles de Charlie
Los ángeles de Charlie (Charlie's Angels en inglés) es una serie de televisión estadounidense emitida por la cadena ABC entre 1976 y 1981. La serie narra las peripecias de tres mujeres (los «ángeles») que dejaron el Cuerpo de Policía para trabajar en una agencia de detectives propiedad de Charles "Charlie" Townsend.

## Argumento
El argumento inicial se resumía en las palabras pronunciadas por el detective privado Charlie Townsend, con las que se iniciaba cada capítulo: 
«Había una vez, tres muchachitas que fueron a la academia de Policía. Les asignaron misiones muy peligrosas. Pero yo las aparté de todo aquello y ahora trabajan para mí; mi nombre es Charlie». 
Los sucesivos episodios giraban en torno a una misión asignada por Charlie a sus tres detectives. Las misiones, con frecuencia arriesgadas (robos, asesinatos, secuestros…), se resolvían con los ángeles interpretando personajes que les permitían mantener su anonimato e investigar de incógnito el caso, interactuando con los sospechosos.

## Reparto
El personaje de Charlie cuyo rostro no apareció nunca en pantalla a lo largo de las cinco temporadas, contó con la voz del actor John Forsythe.
Las tres ángeles originales fueron Sabrina Duncan (Kate Jackson), Jill Munroe (Farrah Fawcett) y Kelly Garrett (Jaclyn Smith).
A pesar de abandonar la serie tempranamente tras la primera 
temporada, Farrah Fawcett se transformó en toda una megaestrella  aún por sobre sus compañeras de reparto, siendo su peinado imitado por las mujeres de todo el mundo durante mucho tiempo.
En sucesivas temporadas cuando uno de los ángeles salía de la serie (porque la actriz que lo interpretaba se embarcaba en otros proyectos) un nuevo "ángel" venía para sustituirla. Así, en la segunda temporada llegaría Kris Munroe (Cheryl Ladd), hermana pequeña de Jill, a quien reemplazó; en la cuarta Tiffany Welles (Shelley Hack) en lugar de Sabrina, y en la quinta Julie Rogers (Tanya Roberts) relevando a Tiffany. El único ángel que se mantuvo durante toda la serie fue Kelly, junto al ayudante de Charlie, Bosley, interpretado por David Doyle.

### Personajes
| Temporada | Personajes                               | Personajes                | Personajes                    | Personajes                   | Personajes                   |
| --------- | ---------------------------------------- | ------------------------- | ----------------------------- | ---------------------------- | ---------------------------- |
| 1         | "Charlie" Townsend (John Forsythe) (voz) | John Bosley (David Doyle) | Sabrina Duncan (Kate Jackson) | Kelly Garrett (Jaclyn Smith) | Jill Munroe (Farrah Fawcett) |
| 2         | "Charlie" Townsend (John Forsythe) (voz) | John Bosley (David Doyle) | Sabrina Duncan (Kate Jackson) | Kelly Garrett (Jaclyn Smith) | Kris Munroe (Cheryl Ladd)    |
| 3         | "Charlie" Townsend (John Forsythe) (voz) | John Bosley (David Doyle) | Sabrina Duncan (Kate Jackson) | Kelly Garrett (Jaclyn Smith) | Kris Munroe (Cheryl Ladd)    |
| 4         | "Charlie" Townsend (John Forsythe) (voz) | John Bosley (David Doyle) | Tiffany Welles (Shelley Hack) | Kelly Garrett (Jaclyn Smith) | Kris Munroe (Cheryl Ladd)    |
| 5         | "Charlie" Townsend (John Forsythe) (voz) | John Bosley (David Doyle) | Julie Rogers (Tanya Roberts)  | Kelly Garrett (Jaclyn Smith) | Kris Munroe (Cheryl Ladd)    |

## Repercusiones

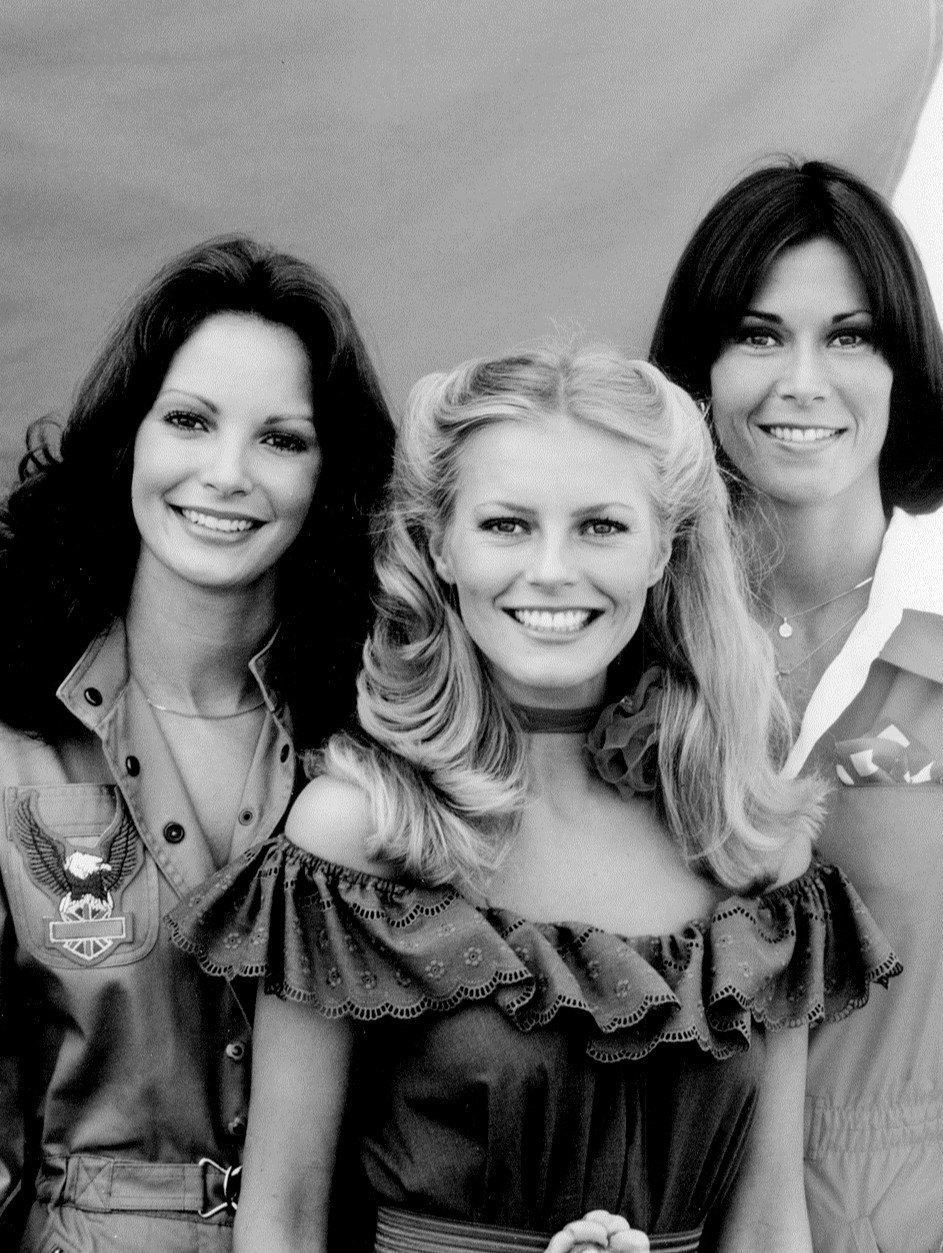
Jaclyn Smith, Cheryl Ladd y Kate Jackson.

La serie, desde su primera temporada, se convirtió en un auténtico fenómeno mediático y sus tres actrices protagonistas se vieron catapultadas a la fama.
Con el tiempo, la serie ha llegado a convertirse en un icono de la cultura pop, una serie de culto, y la imagen de las actrices se ha reproducido en todo tipo de mercadotecnia, revistas y  cómics.
En 2011 la cadena ABC intentó recuperar la popularidad de la serie original produciendo una versión más actualizada, protagonizada por Annie Ilonzeh, Minka Kelly y Rachael Taylor, que sin embargo no alcanzó el éxito cosechado por su predecesora.

## La serie en España
La serie fue emitida por Televisión española entre 1978 y 1981, con enormes índices de audiencia. En 1990 se repuso en Telecinco, emitiendo también la quinta temporada hasta el momento inédita en España. El reparto de los actores de doblaje fue el siguiente:
- Kelly Garrett ... María del Puy (1ª y 2ª temporada)
- Kelly Garrett ... Ana Ángeles García (3ª y 4ª temporada)
- Kelly Garrett ... Ana García Olivares (5ª temporada)
- Sabrina Duncan ... Paloma Escola
- Jill Munroe ... Celia Honrubia
- Kris Munroe ... María Luisa Rubio, Carolina Montijano
- Kris Munroe ... Yolanda Mateos (5ª temporada)
- Tiffany Welles ... María Julia Díaz
- Julie Rogers ... Amelia Jara, Virginia Carrera
- John Bosley ...  Roberto Cuenca Martínez
- John Bosley ... Desconocido (5ª temporada)
- Charlie Townsend ... Federico Guillén
- Charlie Townsend ... Simón Ramírez (5ª temporada)

## Emisión internacional
- Chile: TVN (1978-1983).

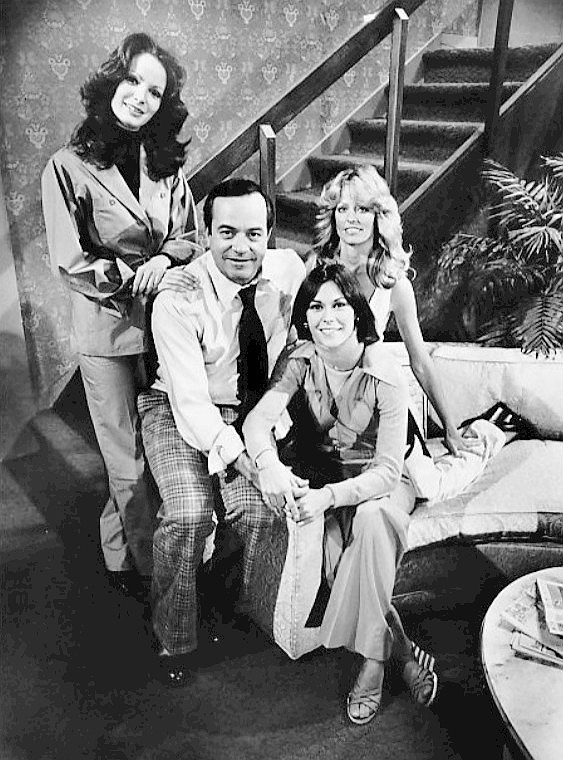
Jaclyn Smith, David Doyle, Farrah Fawcett y Kate Jackson.

- España: TVE (1978-1981), Telecinco (1990), La 10 (2010), 13 TV (2011-2012).
- Argentina: Canal 11 de Buenos Aires (1977-1980) / Canal 2 (1980) / Canal 7 ATC (1981-1982) / Canal 13 (década de los 80) / Ciudad Magazine (2023).
- Ecuador: Ecuavisa (1977-1980) y TC Televisión (1982-1983).
- Venezuela: Venevisión (1977-1980, 1983-1984).
- México: Televisa Canal 5.
- El Salvador: Canal 4 (1978-1983, 1987-1989), VTV Canal 35 (2003-2005).
- Guatemala: Canal 3 (1978-1984).
- Estados Unidos: ABC (1976-1981).
- Colombia: Primera Cadena y Segunda Cadena de Inravisión entre 1978 y 1984 por parte de la programadora Caracol Televisión.
- República Dominicana: Rahintel, Antena Latina.
- Latinoamérica: Pluto TV (2023).

## Versiones en cine
En 2000 se rodó la versión cinematográfica protagonizada por Cameron Diaz, Drew Barrymore y Lucy Liu, en la que son contratadas por Vivian Wood para encontrar a su socio Eric Knox, creador de la compañía "Tecnología Knox", secuestrado, según un video. Luego se descubre que ellos las utilizaron para encontrar y acabar con Charlie por motivos de venganza y los ángeles deben evitarlo. La película fue un éxito internacional ganando doscientos sesenta y cuatro millones de dólares en todo el mundo.
Se rodó una segunda parte (Los ángeles de Charlie: Al límite), estrenada en 2003, en la que deben enfrentarse a la malvada ex ángel Demi Moore. Uno de los ángeles originales, Jaclyn Smith, aparece en un cameo.
En 2018 Sony anunció el rodaje de un nuevo reboot dirigido por Elizabeth Banks cuyo estreno se realizó a finales de 2019. Los nuevos ángeles fueron los rostros de Kristen Stewart, Naomi Scott y Ella Balinska. A pesar de recibir críticas generalmente positivas por parte de los críticos, el público mostró poco interés en el producto final. Antes del estreno, durante una entrevista con el Herald Sun, la directora de la película Elizabeth Banks, quien también interpreta a Bosley en la misma, discutió sobre la importancia de las películas de acción dirigidas por mujeres.